# Mixcoatl

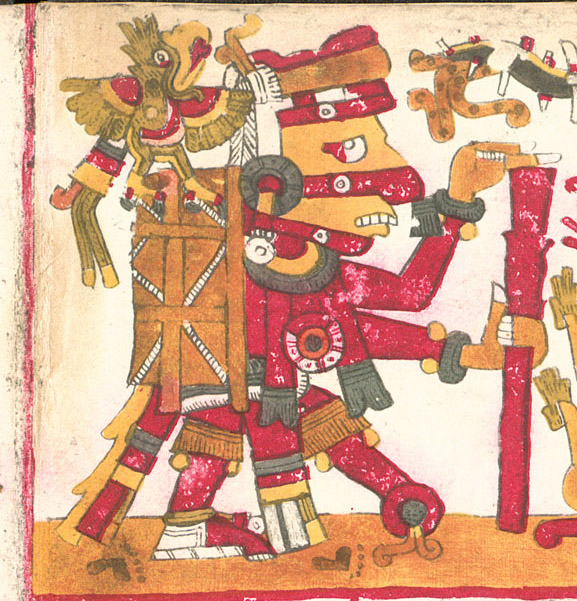
Mixcoatl

Mixcoatl was de Azteekse-Tolteekse god van de jacht, de poolster en de oorlog. 
Als jachtgod werd hij vaak afgebeeld met een bundel pijlen en in het bijzijn van een jaguar. Verder werd hij vaak rood-wit gestreept ("zuurstokmotief") weergegeven. Zijn naam betekent "Wolkenslang", wat verwijst naar de Melkweg. Hij was de uitvinder van het vuur toen hij de hemels ronddraaide als vuurboor. De Otomí en Chichimeken, die grotendeels van de jacht afhankelijk waren, vereerden Mixcoatl als hun stamgod en Mixcoatls verschijningsvorm Camaxtli was de stamgod van Tlaxcala en Huejotzingo.
De god Mixcoatl vindt vermoedelijk zijn oorsprong in de verhalen omtrent het leven van de Tolteekse heerser Ce Tecpatl Mixcoatl. Ce Tecpatl Mixcoatl was de stichter van Culhuacan en van de Tolteekse dynastie. 

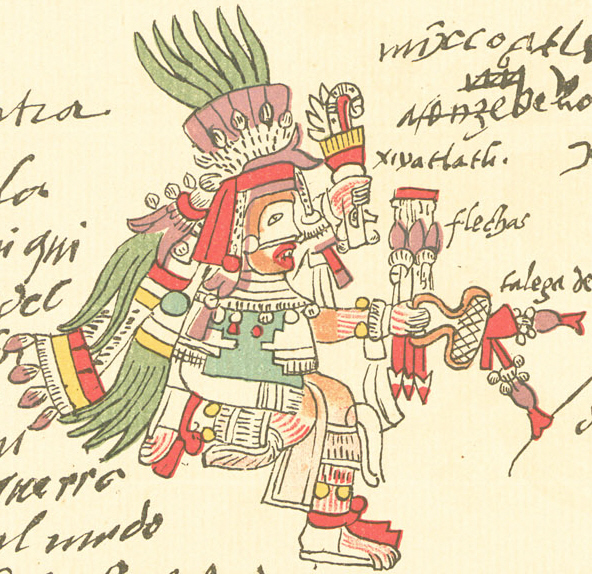
Mixcoatl

Hij werd vermoord door de godheid Tezcatlipoca (in werkelijkheid waarschijnlijk door de geestelijkheid). Zijn moeder was Iztapapalotl en zijn vader Tonacatecuhtli. Van Chimalman won hij Quetzalcoatl, die later de dood van zijn vader zou wreken. Ook Quetzalcoatl is gebaseerd op een historische figuur, Ce Acatl Topiltzin.
De veertiende maand ("veintena") van de Azteekse kalender was aan Mixcoatl gewijd. Hoogtepunt van deze tijd was een jachtpartij gevolgd door een feestmaal. Voor deze gelegenheid werden een man en een vrouw geofferd. De vrouw werd op barbaarse wijze gedood: haar hoofd werd tegen een steen kapotgeslagen en vervolgens werd de keel doorgesneden. De man toonde haar hoofd aan het publiek en werd vervolgens op een meer gebruikelijke manier geofferd,  door het hart uit te nemen.
In Mixcoac, aan de oever van het Texcocomeer stond een belangrijke aan Mixcoatl gewijde tempel. Mixcoac is tegenwoordig een wijk van Mexico-Stad, in de gemeente Benito Juárez.